# Trog
Trog (bra: Trog, o Monstro das Cavernas) é um filme britânico de 1970, dos gêneros terror e ficção científica, dirigido por Freddie Francis, e estrelado por Joan Crawford e Michael Gough. O filme marca a última aparição de Crawford no cinema.

## Sinopse
A antropóloga Dra. Brockton (Joan Crawford) descobre que nas cavernas do campo, um troglodita – um "elo perdido" da Idade do Gelo, meio homem das cavernas, meio macaco – está vivo. Ela começa sua tentativa de domesticar a criatura, que recebeu o nome de Trog. O plano de Brockton vai bem, até que o troglodita é solto por Sam Murdock (Michael Gough), um empresário, que espera que Trog seja confrontado e morto por residentes locais ou autoridades bem armadas.

## Elenco
- Joan Crawford como Dr. Brockton
- Michael Gough como Sam Murdock
- Bernard Kay como Inspetor Greenham
- Kim Braden como Anne Brockton
- David Griffin como Malcolm Travers
- John Hamill como Cliff
- Thorley Walters como Magistrado
- Jack May como Dr. Selbourne
- Geoffrey Case como Bill
- Simon Lack como Tenente Coronel Vickers
- Chloe Franks como Garotinha
- Joe Cornelius como Trog

## Produção
Baseado em uma história original de Peter Biyan e John Gilling, o filme foi inicialmente desenvolvido por Tony Tenser para a produtora Tigon Films, que vendeu o projeto para Herman Cohen. Em julho de 1968, Cohen anunciou que havia assinado um contrato com a Warner Bros.-Seven Arts para produzir "Crooks and Coronets" e "Trog", com o último tendo suas gravações iniciadas em setembro daquele ano.
As filmagens foram adiadas por vários meses, até que Joan Crawford concordou em estrelar a produção em maio de 1969. "Trog" foi o segundo de dois filmes produzidos por Cohen que ela estrelou, sendo o primeiro "Berserk!", em 1967. A produção também a juntou novamente com Michael Gough, que co-estrelou ao seu lado no filme anterior. No roteiro original, a personagem de Crawford era um homem, mas Cohen o reescreveu especificamente para ela.
O diretor Freddie Francis comentou posteriormente sobre os benefícios e desafios que experimentou trabalhando no filme:
"Trog não era meu tipo de filme. Por razões políticas, prefiro não me aprofundar muito nisso. A única coisa boa ... bem, não a única coisa boa, mas a melhor coisa que aconteceu naquele filme foi que eu formei uma associação com Herman Cohen. Ele ficou encantado com o que fiz por ele em Trog, embora em um caso como esse você saiba que vai levar uma surra, não importa o que faça".

### Gravações
Crawford descreveu "Trog" como "um filme de baixo orçamento", acrescentando: "Eu forneço a maior parte das minhas próprias roupas". Apenas algumas semanas depois que ela se comprometeu a atuar no projeto, o filme começou a ser filmado em 30 de junho de 1969. A produção também conta com o ator David Warbeck, que faz um pequeno papel como Alan Davis.
Em uma entrevista de 1992 para a revista de fãs de filmes de terror Fangoria, Cohen observa que Trog, que foi filmado no Bray Studios e em locações nas charnecas inglesas, foi mais caro de produzir do que "Berserk!" Na mesma entrevista, Cohen também relembra os problemas que teve com o alcoolismo de Crawford durante as filmagens:
"Bem, em Trog, a bebedeira dela era pior do que quando estávamos fazendo Berserk! Tive que repreendê-la algumas vezes por beber sem pedir. Ela possuía um enorme copo que dizia Pepsi-Cola –mas dentro com certeza tinha vodka! Na verdade, quando ela chegou para fazer tanto Berserk quanto Trog, ela chegou com quatro caixas de vodka, já que você não consegue arrumar na Inglaterra".
A sequência do dinossauro em stop motion no filme é uma filmagem originalmente produzida pelos artistas de efeitos especiais Willis O'Brien e Ray Harryhausen, e utilizada no documentário sobre a natureza "The Animal World" (1956), da Warner Bros. Além disso, de acordo com a Turner Classic Movies, o "traje surrado de macaco" usado para criar a aparência de homem das cavernas de Trog era uma "roupa de macaco que sobrou" do filme "2001: A Space Odyssey" (1968), de Stanley Kubrick.
Freddie Francis mais tarde se referiu a "Trog" como "um filme terrível", e comentou sobre como se arrependeu de ter o dirigido:
"... Eu o fiz por causa de Joan Crawford, e a pobre Joan nessa época era uma velhinha muito triste. Tínhamos que ter cartões idiotas em todo lugar porque ela não conseguia se lembrar de suas falas. Foi a última coisa que ela fez e não deveria ter feito. Nem eu deveria... Ela não tinha amigos, e continuou escrevendo cartas tristes para minha esposa e para mim [sic] até morrer".
Joe Cornelius, que interpreta o personagem-título do longa, deu uma perspectiva bastante diferente sobre as ações e comportamento de Crawford durante as filmagens. Como lutador profissional na Inglaterra, Cornelius atuou no ringue por 20 anos e foi escolhido para interpretar Trog devido ao seu físico e habilidades atléticas. Seu papel lhe deu inúmeras oportunidades de observar Crawford dentro e fora das câmeras. Quarenta e cinco anos após o lançamento do filme, em uma entrevista arranjada e gravada em vídeo pelo Instituto Britânico de Cinema, ele compartilhou publicamente pela primeira vez suas experiências trabalhando na produção e mais especificamente com a atriz. A entrevista ocorreu em setembro de 2015, pouco antes da exibição de Trog pelo Instituto em uma de suas retrospectivas de filmes. Foi conduzido pelo diretor e escritor John Waters, notável promotor e criador de filmes underground ou "cults transgressivos", bem como um fã de muitos outros tipos de produções populares e de baixo orçamento, como "Trog". Em sua entrevista com Waters, Cornelius discorda de relatos de que Crawford usava "cartões idiotas" e ficava bêbada periodicamente durante as filmagens. O ex-lutador disse que ela não utilizou os tais cartões, e descreveu Crawford como "ótima" para trabalhar, sempre pontual e "adorável" no set, tão generosa em dar presentes à equipe, e como durante anos depois de completar o filme ela lhe enviava um cartão pessoal todo Natal. Enquanto ele admite que Crawford "possivelmente" tinha vodka em seu recipiente de Pepsi-Cola, ele também afirma que nunca a viu bêbada ou incapaz de atuar por qualquer motivo durante a produção do filme.

## Recepção
Relembrando seu trabalho no filme em 1992, Cohen observou que o filme foi concluído no prazo, ficou abaixo do orçamento e, em sua opinião, foi "muito bem-sucedido". Muitas críticas do filme em 1970, no entanto, não foram favoráveis. Em setembro daquele ano, após a pré-estreia de "Trog", o crítico Roger Ebert iniciou sua avaliação do filme com uma pergunta:
"Agora, o que você realmente pode dizer sobre um filme em que Joan Crawford, vestida com um terninho bege imaculado, caça em uma caverna enquanto grita: "Trog! Aqui, Trog!" para seu troglodita de estimação? Uma cena como essa supera o absurdo, e esse filme também".
Em outubro de 1970, apenas alguns dias após o lançamento do filme nos Estados Unidos, a crítica do The New York Times ofereceu pelo menos duas observações levemente positivas sobre o envolvimento de Crawford nessa produção de baixo orçamento:
"Há, no entanto, uma virtude rudimentar em Trog ... que prova que Joan Crawford está trabalhando severamente em seu ofício. Infelizmente, a mulher determinada, que está usando uma variedade de terninhos e vestidos chiques, tem pouco a seu favor. Como antropóloga-chefe de um centro de pesquisa que desenterrou um 'elo perdido' vivo, peludo, meio homem das cavernas, meio macaco, um troglodita que ela carinhosamente apelidou de 'Trog' e tenta criar como se fosse uma criança atrasada, ela não representa ameaça nem para a Dra. Margaret Mead nem para o Dr. Spock".
Nas décadas desde sua estreia, "Trog" alcançou um status cult entre alguns fãs de cinema, especialmente aqueles que gostam de assistir produções de terror e ficção científica de baixo orçamento por suas tramas bizarras ou por sua pura excentricidade, que faz um determinado filme ser "tão ruim que é bom". O Instituto Britânico de Cinema, ao exibir o filme em seu programa retrospectivo de 2015, forneceu aos participantes uma versão atualizada ou mais atual em sua propaganda:
"Um dos veículos estelares mais ridículos, tocantes e alucinantes de todos os tempos. Joan Crawford, desesperada por um emprego, junta-se ao diretor Freddie Francis e a um ator com uma lamentável máscara de macaco para um filme de ficção científica como nenhum outro".
A Warner Bros., distribuidora do filme em 1970, também utilizou a palavra "alucinante" para descrever "Trog" durante a promoção "31 Days of Horror" da empresa para vender cópias em outubro de 2015. Em parte dessa promoção que antecedeu o Dia das Bruxas, a Warner Bros. garantiu aos "fãs de cults extravagantes" que eles vão "se deliciar" com o filme, e que tanto a maquiagem do troglodita quanto "os terninhos coloridos de Crawford" são "hilariantemente ruins".
O filme está listado no livro do fundador do Framboesa de Ouro, John Wilson, "The Official Razzie Movie Guide" (2005), como um dos "100 filmes ruins mais divertidos já feitos". Em 2012, anos antes de sua entrevista com Joe Cornelius, John Waters nomeou "Trog" como um de seus filmes favoritos no serviço de streaming MUBI.

## Mídia doméstica
A Warner Home Video lançou o filme em VHS em 1995, e em DVD para a Região 1 em 2007.